# رمزية يهودية
في العبرية كلمة 'رمز' هي آية والتي، في وقت اليهودية المبكرة، تدل ليس فقط علامة، ولكن أيضا رمز ديني واضح للعلاقة بين الله والإنسان.

## الايقونية المشتركة
| عتيق        | عتيق | عتيق |
| رمز         | صورة | التاريخ والاستخدام |
| ----------- | ---- | --- |
| مينوراه     |      | يمثل الهيكل في القدس. يظهر في شعار إسرائيل. |
| أربعة أنواع |      | يمثل مهرجان العرش. غالباً ما يكون مصاحباً للشمعدان. |
| شوفار       |      | يمثل الأعياد المقدسة. غالباً ما يكون مصاحباً للشمعدان. |
| متوسط       |      | |
| رمز         | صورة | التاريخ والاستخدام |
| نجمة داود   |      | نجمة داود، رمز اليهودية كدين، والشعب اليهودي ككل. ويعتقد أيضًا أنه درع (أو على الأقل الشعار الموجود عليه) للملك داود. تربط التقاليد اليهودية الرمز بـ"خاتم سليمان "، خاتم الخاتم السحري الذي استخدمه الملك سليمان للسيطرة على الأرواح والشياطين. تربط التقاليد اليهودية أيضاً الرمز بدرع سحري يملكه الملك داود وحمايته من الأعداء. بعد التحرر اليهودي بعد الثورة الفرنسية، اختارت المجتمعات اليهودية نجمة داود كرمز لها. يمكن العثور على النجمة في علم إسرائيل. |
| حرف (ش)     |      | يرمز إلى الشدّاي (مترجم تقليديًا "الله القدير")، أحد أسماء الله في اليهودية. يصور هذا الرمز على الأشياء الطقسية مزوزاه وتيفيلين، وفي إيماءة اليد للبركة الكهنوتية. |
| ألواح موسى  |      | يمثل اللوحين اللذان كتب عليهما موسى الوصايا العشر في جبل سيناء. |
| اسد جودا    |      | يشبه تناخ سبط يهوذا ودان بالأسود: "يهوذا جرو أسد". غالبا ما يكون زوج من الأسود تبدو وكأنها الشعار أنصار، وخاصة من أقراص القانون. |
| عصري        |      | |
| رمز         | صورة | التاريخ والاستخدام |
| تشاي (رمز)  |      | "الحياة" بالعبرية. |
| خمسة        |      | الهمسة تمثل يد الله، وهي علامة حماية في جميع الأديان. يجلب لصاحبها السعادة والحظ والصحة والحظ السعيد. |

## السبت والختان
السبت، بحسب حزقيال 20:12 هو علامة الله ("ot") بينه وبين شعبه. وجاء فيه: «وأعطيتهم أيضاً شباطي ليكون علامة بيني وبينهم، ليعرفوا أني أنا الرب مقدسهم». أقيم يوم السبت في اليوم السابع من الخلق للبشرية جمعاء، وقد فعل الله ثلاثة أشياء كمثال لنا في تكوين 2: 1-3 ... 1) استراح من كل عمل، 2) بارك يوم السبت، و 3) قدس الله اليوم السابع، مما يعني أنه خصصه للاستخدام المقدس فقط. توضح الوصايا العشر الواردة في خروج 20: 8-12 أيضاً أنه «ستة أيام تعمل وتقوم بكل عملك، لكن اليوم السابع هو يوم السبت للرب إلهك، في ذلك اليوم لن تعمل أي عمل».

## المسكن والذبائح
وفقا لل كتاب المقدس العبري، في حين أن بني إسرائيل كانوا يعيشون في سيناء لمدة أربعين عاما، قاموا ببناء المعبد (بالعبرية: משכן‏) نقحرة: مشكان، «مكان [الإلهي] المسكن»)؛ كان يُنظر إلى هذا على أنه دار الشيخينة (وجود يهوه) على الأرض، والمكان الذي يمكن للكهنة أن يخدموا فيه الله نيابة عن أمة إسرائيل.

## الكهنة
العبرية للكاهن كوهين. توسط كوهانيم (الجمع) بين الله والإنسان من خلال تقديم الذبائح والخدمات الأخرى في الهيكل. وكان زعيمهم كوهين جادول رئيس الكهنة.
تم تفسير ملابس رئيس الكهنة بثلاث طرق. شرح فيلون السكندري على النحو التالي ("Vita Mosis ،" ثالثاً. 209): كان لباسه العلوي رمزاً للأثير، بينما تمثل الأزهار الأرض، والرمان يمثل المياه الجارية، والأجراس تدل على موسيقى الماء. تتوافق الأفود مع الجنة، والحجارة على الكتفين تتطابق مع نصفي الكرة الأرضية، أحدهما فوق الأرض والآخر تحت الأرض. كانت الأسماء الستة الموجودة على كل حجر هي علامات الأبراج الستة، والتي تم الإشارة إليها أيضاً من خلال الأسماء الإثني عشر الموجودة على لوحة الصدر. كان الوسادة علامة الإكليل التي رفعت رئيس الكهنة فوق كل ملوك الأرض.
تفسير يوسيفوس هو كالتالي: كان المعطف رمزاً للأرض، وكان الثوب العلوي يرمز إلى السماء، بينما كانت الأجراس والرمان تمثل الرعد والبرق. يرمز الأفود إلى العناصر الأربعة، والذهب المتشابك يدل على مجد الله. كانت الصدرة في مركز الأفود حيث كانت الأرض مركز الكون. يرمز الحزام إلى المحيط، والحجارة على الكتفين والشمس والقمر، والجواهر في الصدرة هي علامات الأبراج الإثني عشر، في حين أن الميت كان رمزاً للسماء.
في لتلمود القدس ومدراش سفر اللاويين رباح (العاشر) يعطي التفسير التالي: معطف يرمز التكفير عن جريمة قتل أو لل خطيئة ارتداء الملابس المختلطة، وتحتي تتميز التكفير عن العفة. كان ميتري يدل على التكفير عن الكبرياء، والحزام عن السرقة أو الخداع. تمثل الصدرة التكفير عن أي تحريف للقانون، والأفود عن عبادة الأصنام، ورداء القذف.

## القيم الرمزية للأرقام
الرقم ثلاثة كان رمز القداسة والمحبة. احتل قدس الأقداس ثلث الهيكل بأكمله، والقدس ثلثا الهيكل. كان طول المفروشات عشرة أضعاف ثلاثة آنية، وكان لكل منها ثلاثة آنية لمذبح المحرقة ومذبح البخور والتابوت. كان للشمعدان ثلاثة أذرع (إلى جانب العمود الذي يحمل المصباح أيضاً)، ولكل ذراع ثلاثة مقابض. تتألف بركة الكاهن من ثلاثة أقسام، وفي دعاء الله تكررت كلمة «قدوس» ثلاث مرات.
استندت رمزية الرقم أربعة إلى تأمل الرباعية كما هي موجودة في الكون، والتي تضمنت كلاً من السماء والأرض يشير الرقم أربعة إلى السماء بصفتها عرش الله.
كان قدس الأقداس على شكل مكعب، وكان القدس على شكل مكعب مزدوج. كانت جميع أواني الهيكل في القدس (باستثناء الشمعدان) مستطيلة الشكل. بحسب حزقيال الأول. 26-28، الرقم أربعة يرمز إلى الوحي الإلهي، بينما يرى فيلو أنه رقم الانسجام التام.
الرقم خمسة يمثل نصف الانتهاء. كانت أبعاد ستارة قدس الأقداس أربعة في خمسة. غطى المذبح في الفناء مساحة من خمسة آبار مربعة، وكانت خمسة اعمدة عند باب المشكن.
الرقم ستة يرمز إلى النقص.
كان الرقم سبعة هو الرمز العام لكل ارتباط بالله، وكان الرقم الديني المفضل لليهودية، الذي يرمز إلى عهد القداسة والتقديس، وأيضاً كل ما هو مقدس ومقدس في الغرض. كان للشمعدان سبعة مصابيح، وأعمال الكفارة والتطهير مصحوبة بسبعة رشاشات. كان تأسيس السبت، وسنة السبت، وسنة اليوبيل مبنياً على العدد سبعة، وكذلك فترات التطهير والحداد. الرقم 7 هو العدد الإلهي للإنجاز.
الرقم ثمانية يرمز إلى بدايات جديدة. وفقا لقبالة في زوهار فإن الرقم ثمانية يدل على هذا لأن اليوم الثامن كان اليوم الأول بعد الخلق عندما عاد الله إلى العمل. بدأ الأسبوع مرة أخرى.
الرقم عشرة يرمز إلى الاكتمال المطلق. كان طول بلاط خيمة الاجتماع عشرة أضعاف طوله عشر مرات، وعرضه خمسة أضعاف عشرة جروح، وفي قدس الأقداس تم الحفاظ على الوصايا العشر.
الرقم اثني عشر، وهو نتاج ثلاثة وأربعة، يرمز إلى اتحاد الشعب مع الله. كان على المائدة اثنا عشر رغيفاً من خبز التقدمة، واحتوت صدرة الكاهن على اثني عشر حجراً كريمًا كرموز لأسباط إسرائيل الإثني عشر الذين كانوا يخيمون حول الحرم.
الرقم ثلاثة عشر يرمز إلى مبادئ الإيمان ورحمة الله.
عدد ثمانية عشر يعتبر هاما لأن العبرية كلمة ل «الحياة» هي חי (تشاي)، التي لديها قيمة عددية من 18.
الرقم ستة وعشرون يرمز إلى اسم الله.

## المعادن والفلزات
كان الذهب رمزاً للنور الإلهي أو السماوي، مجد الله. كانت الفضة رمز البراءة الأخلاقية والقداسة. يرمز النحاس إلى الصلابة والقوة والحزم. وكان النحاس بديلا عن الذهب والحديد عن الفضة.
أُعلن أن الملح ضروري في كل تقدمة، حيث يحل محل الدم في الذبائح الحيوانية. في التلمود، يرمز الملح إلى التوراة، لأن العالم لا يمكن أن يوجد بدون ملح، فلا يمكن أن يصمد بدون التوراة.

## الألوان
استخدام إسرائيل لنيلي صبغ بلون دعا تخلت. من المحتمل أن تكون هذه الصبغة مصنوعة من حلزون الموركس trunculus . كانت هذه الصبغة مهمة جداً في كل من الثقافات اليهودية وغير اليهودية في ذلك الوقت، واستخدمتها العائلة المالكة والطبقة العليا في صباغة ملابسهم وملاءاتهم وستائرهم وما إلى ذلك. تُعرف هذه الصبغة باسم أرجوان صور.
في التوراة وأمر بني إسرائيل لصبغ واحدة من المواضيع من هم التاليت (شال الصلاة) مع tekhelet. عندما ينظرون إلى هذه الصبغة سوف يفكرون في السماء الزرقاء والله الذي فوقهم في السماء. يتوافق Tekhelet مع لون الوحي الإلهي (مدراش أرقام Rabbah xv.) لقد كان للأزرق في اليهودية أهمية مهمة عبر تاريخ الثقافة اليهودية حتى الوقت الحاضر. كان الأزرق أيضًا مرتبطًا بالوصايا العشر. عندما صعد موسى والشيوخ إلى جبل سيناء، رأوا الله واقفًا على رصيف من الياقوت الأزرق (الأزرق) وصُنعت ألواح الشريعة من الحجر (أي. الياقوت) وبالتالي اللون الأزرق على ثيابهم كان ليكون بمثابة تذكير دائم بشريعة الله.
كان «أرغمان» رمزًا للقوة والمجد، لذا أرتدى ألكسندر بالاس جوناثان باللون الأرجواني، والذي استخدم بشكل خاص للإشارة إلى الكرامة الملكية.
يرمز «طلعت» و «شاني» («سقلاتي»، «قرمزي») إلى الدم، وبالتالي كثيراً ما يرمز إلى الحياة، على الرغم من أن هذا اللون غالباً ما يشير إلى الخطيئة، وكذلك الفرح والسعادة.
كما يرمز اللون الأرجواني إلى التطهير من الخطيئة.
كان «شيش» (أبيض) رمز النقاء الجسدي والفكري، كونه اللون الحقيقي للضوء، دون أي تعديل. الأبيض يرمز أيضاً إلى الموت. في بعض الحالات، يمكن أن يرمز أيضًا إلى الحياة.
الأصفر له ارتباط بعلامة تعريف قسرية معادية للسامية (انظر الشارة الصفراء).

## الأعياد والأيام المقدسة

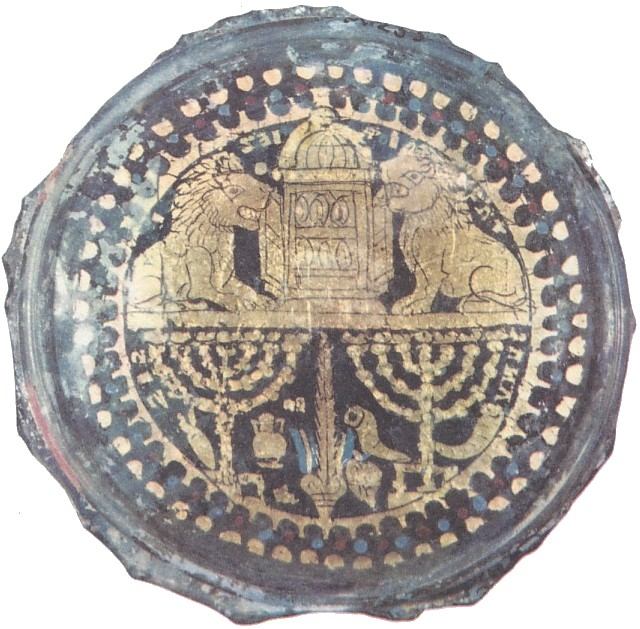
أشياء طقسية يهودية معروضة على كأس ذهبي (القرن الثاني الميلادي) محفور في روما

تحدد التوراة ثلاثة أعياد حج، وهي عيد الفصح، وشافوت (أعياد الأسابيع)، وعيد العرش (المظال). تم ربط كل من هؤلاء بالدورة الزراعية للإسرائيليين، كما تم منحهم رمزية لاهوتية.
احتفل الفصح بعيد ميلاد الطبيعة، ورمز إلى أصل الشعب اليهودي.
أكل الأعشاب المرة يرمز إلى بؤس العبودية المصرية. في المساء، شرب أربعة أكواب من النبيذ، ترمز إلى ممالك العالم الأربع. اتكأ الناس أثناء تناول وجبة عيد الفصح، على غرار الأرستقراطيين الأغنياء الأحرار، لتمثيل تحررهم من العبودية.
تم العثور على مناقشة معنى عيد الأسابيع (عيد الأسابيع) وعيد العرش، عيد المظال، في المداخل الخاصة بهذين الموضوعين.
تم العثور على مناقشة للرمزية المتأصلة في روش هاشناه (رأس السنة) ويوم الغفران (يوم الكفارة) في المداخل الخاصة بهذه الموضوعات. اعتبر يوم الكفارة أقدس يوم في السنة بأكملها، وكان يعتبر رمزًا للتكفير الكامل للناس وتبرئتهم من خطاياهم المرتكبة ضد الله.

## رؤى الأنبياء الرمزية
رأى إرميا شجرة لوز كرمز للتحقيق السريع لكلمة الله.
رأى عاموس سلة من فاكهة الصيف كرمز لاقتراب نهاية إسرائيل.
مزق أخيا الشيلوني عباءة يربعام إلى اثنتي عشرة قطعة، ليرمز إلى تقسيم مملكة إسرائيل، وصنع صدقيا قروناً من الحديد لتشجيع أخآب على الدخول في حرب مع راموت جلعاد. أطلق الملك يواش، بأمر من النبي إليشع، سهاماً من النافذة المفتوحة في الهواء، لترمز إلى تدمير أعدائه.
مشى أشعيا عارياً وحافي القدمين ليبين كيف سيُعامل المصريون والأثيوبيون عند أسرهم من قبل الأشوريين، بينما كان إرميا يرتدي نيراً على رقبته لحث الأمم على الخضوع لملك أشور.
أُمر حزقيال بكتابة أسماء قبائل معينة على قطع منفصلة من الخشب، لإظهار أن الله سيجمع شمل تلك القبائل.

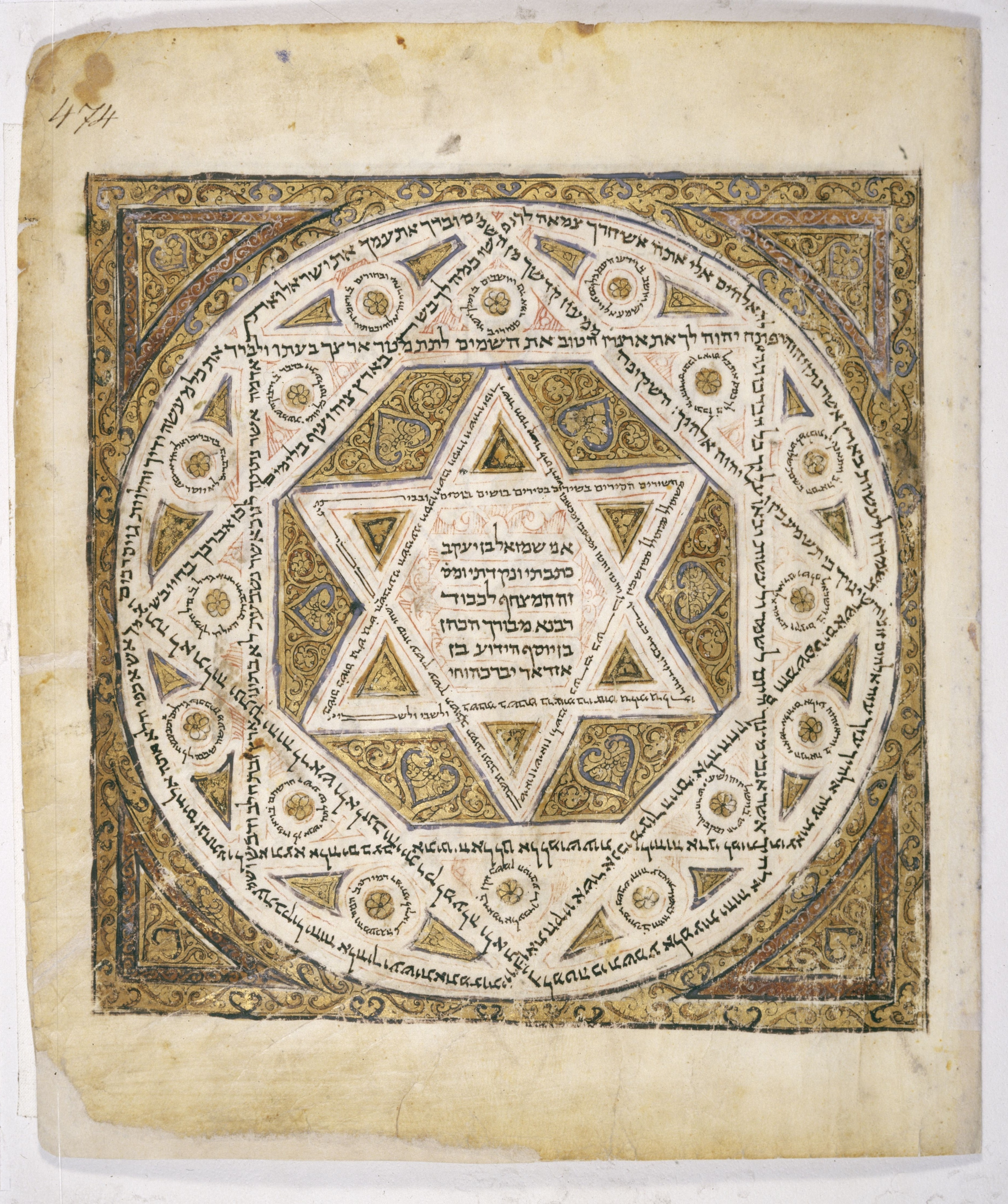
نجمة داود في أقدم نسخة كاملة باقية من النص الماسوري، مخطوطة لينينغراد، مؤرخة عام 1008.

## على شواهد القبور
تظهر بعض المواضيع المشتركة على العديد من شواهد القبور اليهودية. أشارت يدان بأصابع ممدودة إلى أن الميت ينحدر من سلالة كهنوتية (كوهانيم) الذي بارك الناس بهذه الطريقة، ونُقش إبريق على شواهد قبور اللاويين كرمز لمن غسل يدي الكاهن قبل أن ينطق التبريك.
تظهر بعض شواهد القبور شجرة بفروع إما منتشرة أو مقطوعة، ترمز إلى موت شاب أو رجل عجوز على التوالي، أو لديهم عنقود عنب كرمز لإسرائيل.
في بعض الأحيان، كانت الأرقام ترمز إلى اسم المتوفى، كشخصية أسد لوب، وذئب لبنيامين، ووردة لاسم بلوما / بلوم.

## التأثير على الرموز المسيحية
إن تأثير اليهودية على الرمزية المسيحية منذ القرنين الثاني والثالث بعد الميلاد، واضح في الرسم والنحت، والدوافع الأكثر شيوعاً هي تلك التي تحدث في المشناه كصيغ للصلاة في أيام الصيام. الصلاة التي تبدأ بعبارة "Mi she-aanah" التي كانت مدرجة في صليحة في وقت مبكر، تم تبنيها في الطقوس المسيحية باسم "Libera domine". تم استخدام هذه الدعاء مجازياً في تسلسل معين كرمز، لأن تضحية إسحاق كانت تعتبر رمزاً لصلب يسوع، منذ الأديان الأولى، وكان عمل التضحية يرمز إلى الموت على الصليب.
تم تمثيل إبراهيم كرمز لقوة الإيمان وإسحاق باعتباره المخلص المضحى. كان يُعتقد أن صعود إيليا يرمز إلى صعود يسوع المسيح، الذي اعتبرته الرموز المسيحية نظيراً لإيليا، على الرغم من أن هذا الصعود قد تم اعتباره أيضاً نوعاً من القيامة العامة من بين الأموات. كان أيوب جالساً بين الرماد رمزاً للصبر وقوة مقاومة الجسد، وحننيا، ميشائيل وعزريا في أتون النار تتميز الصمود في الاضطهاد والثقة في معونة الله. احتوت التوابيت المسيحية على تمثيلات فنية لسقوط الإنسان ونوح والسفينة، ومشاهد من حياة موسى في ثلاثة أشكال مختلفة، يشوع وداود ودانيال.

## ارض صهيون
صهيون هو مصطلح كتابي يشير إلى القدس (وإلى حد ما أرض إسرائيل بأكملها)، وهو مصدر المصطلح الحديث الصهيونية. جبل صهيون هو تل خارج أسوار مدينة القدس القديمة، ولكن المصطلح المشار إليه سابقًا هو جبل الهيكل، بالإضافة إلى تل في مدينة داود.

## شعارات النبالة
من الناحية التاريخية، غالباً ما يستخدم اليهود الذين حملوا السلاح أيقونية أسد يهوذا، نجمة داود، وإذا كانوا كوهين، رمز اليدين يؤدون البركة الكهنوتية. ولكن في السنوات الأخيرة اليهود منح الشرفية في كثير من الأحيان تنفيذ الصهيونية رمزية.

## روابط خارجية
- عصر الروحانيات: أواخر الفن القديم وأوائل الفن المسيحي، من القرن الثالث إلى القرن السابع من متحف متروبوليتان للفنون
- الأسود في الفن اليهودي
- شعارات يهودية